# Charles Seymour Wright
Charles Seymour Wright (Toronto, 1887 – Saltspring Island, 1º novembre 1975) è stato un fisico ed esploratore canadese, ha partecipato alla spedizione Terra Nova in Antartide di Robert Falcon Scott del 1910-13.
In Antartide Wright conduce numerosi esperimenti sulla formazione del ghiaccio e sulle radiazioni. Dal gennaio a metà marzo 1911 Wright partecipa insieme a Thomas Griffith Taylor, Frank Debenham ed Edgar Evans all'esplorazione ed alla mappatura delle montagne occidentali della terra della regina Victoria compiendo anche diversi studi scientifici ed osservazioni geologiche.
Wright spera di essere incluso da Scott nel gruppo del Polo Sud, ma fu tra i primi a tornare indietro il 22 dicembre 1911 ad una latitudine di 85° 15’ insieme a Apsley Cherry-Garrard, Edward Atkinson e Patrick Keohane. Tornato a capo Evans in cinque settimane in attesa del ritorno degli altri. Nel novembre 1912 partecipa insieme ad altri sette compagni alle ricerche dei corpi di Scott, Edward Wilson, Henry Robertson Bowers, Edgar Evans e Lawrence Oates morti nel viaggio di ritorno dal Polo.
Al ritorno in Inghilterra sposa una delle sorelle di Raymond Priestley.
Si distingue particolarmente durante la prima guerra mondiale ottenendo l'Ordine del Bagno, l'Ordine dell'Impero Britannico e la Military Cross
Tra il 1919 ed il 1947 lavora come fisico per l'Ammiragliato diventando direttore del Royal Naval Scientific Service nel 1946.
Torna in Antartide nel 1960 e nel 1965.